# Alejandra Pizarnik
Flora Alejandra Pizarnik (Avellaneda, 29 aprile 1936 – Buenos Aires, 25 settembre 1972) è stata una poetessa e traduttrice argentina.

## Biografia
Figlia di immigrati ebrei russi, il cognome originario era Požarnik che fu traslitterato all'arrivo in Argentina in Pizarnik.
Ad Avellaneda, il padre lavorava come cuentenik, mestiere tipico ebreo: vendita porta a porta, a volte di gioielli, a volte di elettrodomestici. 
L'infanzia fu complicata dagli echi della seconda guerra mondiale, soprattutto per il massacro di Rivne, di cui parte dei suoi parenti lontani rimase vittima. Ebbe inoltre diversi problemi di salute, come asma, acne e tendenza ad aumentare di peso; questi fattori influenzarono la sua autopercezione fisica e la sua autostima, e, congiuntamente alle pressanti aspettative borghesi dei suoi genitori, sono ritenute il punto di partenza dei suoi tormenti e dei suoi disturbi degli anni a seguire. 
Nel 1954, dopo molti dubbi, entrò nella facoltà di Lettere e Filosofia dell'Università di Buenos Aires, cambiando spesso indirizzo (dapprima Filosofia, poi Giornalismo poi Lettere). In seguito, si dedicò anche alla pittura col surrealista Juan Batlle Planas, per poi abbandonare definitivamente l'accademia e dedicarsi a pieno alla scrittura. Un incontro che la segnò in questo periodo fu con Juan Jacobo Bajarlia, detentore della cattedra di Lettere moderne, che fu un punto di riferimento e un aiuto per le prime pubblicazioni, sia per le correzioni delle bozze sia perché la introdusse personalmente ad editori (Antonio Cuadrado) e poeti (Oliverio Girondo).
I suoi primi maestri furono dunque esponenti del surrealismo, sebbene tra le sue letture e i suoi primi scritti figuri una fascinazione notevole per l'esistenzialismo e la psicoanalisi. Legge con fervore Sartre, Faulkner, Joyce ma anche Mallarmé, Artaud, Kierkegaard, incontrando in essi non solo temi e ispirazione ma anche "tracce della sua stessa identità". Ebbe diverse sessioni di psicoanalisi con León Ostrov (a cui poi dedicò la poesia “El despertar”) attraverso cui riuscì sia a lenire i suoi problemi sia ad innovare la sua poetica, unendovi l'esplorazione dell'inconscio e della soggettività. 
Dal 1960 al 1964 lavorò a Parigi per la rivista Cuadernos, ma collaborò anche con Sur e Nouvelle Revue Française e per varie case editrici. Tradusse anche autori come Antonin Artaud, Aimé Césaire, Yves Bonnefoy ed altri. Nel frattempo studiò storia delle religioni all'Università della Sorbona. Parigi fu per lei un rifugio letterario ed emotivo, ebbe modo di conoscere Georges Bataille, Italo Calvino, Roger Caillois e Simone de Beauvoir, strinse poi amicizia con Julio Cortázar, Ivonne Bordelois e il poeta messicano Octavio Paz, che scrisse il prologo ad Árbol de Diana (1962), la sua quarta raccolta di poesie.
Nel 1962 conobbe la poetessa italiana Cristina Campo, per cui provò una profonda attrazione e con cui scambiò per alcuni anni poesie e lettere. Dagli scritti emerge la pulsione erotica di Alejandra che avvolge la "casta" Cristina, la quale ne resta sopraffatta ma distante. Nonostante l'apparente inconciliabilità tra loro, le due donne accomunate dall'amore per il mistero della poesia mantennero questa relazione epistolare forse fino all'ultima lettera mai spedita della poetessa argentina datata 1970, in cui accetta parzialmente la distanza e la divergenza tra i loro mondi. A Cristina Campo Alejandra Pizarnik dedicò la poesia Anelli di cenere.
Tornata a Buenos Aires scrisse alcuni dei lavori più conosciuti ed apprezzati, come I lavori e le notti, Estrazione della pietra della pazzia e L'inferno musicale.
I suoi diari personali, per molti anni tenuti nascosti da lei e successivamente dai suoi eredi testamentari, lasciano intendere la bisessualità o l'omosessualità della scrittrice. 
Nel 1967 il padre morì di infarto; questo avvenimento viene descritto nei suoi diari come una "Morte interminabile, oblio del linguaggio e perdita di immagini. Come mi piacerebbe stare lontano dalla follia e la morte (...) La morte di mio padre rese la mia morte più reale" e segna l'inizio di un progressivo incupimento dei suoi scritti. In alcune lettere successive dichiara apertamente di provare una fatica nel riuscire a dire per davvero ciò che vorrebbe dire, di percepire una “abissale distanza tra desiderio e atto”. Sembra quasi che il linguaggio poetico che prima era stato il suo nutrimento ed il suo vestito si stesse dissolvendo, perdendo "la materica consistenza in grado di renderla corpo, vita, donna".
Successivamente, andò ad abitare con la sua compagna fotografa, Martha Isabel Moia, mentre il suo stile di vita divenne decisamente più irregolare, acuendosi la sua dipendenza da farmaci.
Nel 1969 esce La contessa crudele (o sanguinaria), testo in prosa. Lo stesso anno va a New York per ricevere la borsa di studi Guggenheim, e ne viene frastornata, percependo a pieno la "ferocia insostenibile" della città. Dopo due anni vince anche la borsa di studio Fulbright.
Compie un ritorno in Francia cercando un approdo verso ciò che credeva rimasto del suo precedente periodo parigino. Disillusa fa ritorno in Argentina, iniziando un processo di chiusura e disgregazione che culminerà in due tentativi di suicidio e un internamento in clinica psichiatrica.

### Morte
Muore a 36 anni, il 25 settembre 1972, dopo aver ingerito cinquanta pastiglie di seconal, mentre era in permesso dalla clinica. 
Sul letto di morte i suoi ultimi versi ;
Dopo la sua morte, lo scrittore argentino Julio Cortázar le dedicò la poesia Aquí Alejandra.
Fu sepolta nel cimitero ebreo di La Tablada, ad est di Buenos Aires; ogni due o tre mesi scompare la sua foto dalla tomba.

## Stile
Nonostante il surrealismo da cui nascono i suoi versi, riesce ad essere anche ben ancorata alla realtà e al realismo. Dice infatti "sento che i segni, le parole insinuano, evocano. Questa maniera complessa di sentire il linguaggio m'incita a credere che non può esprimere la realtà; che possiamo parlare solo di ciò che è evidente. Da qui nasce il mio desiderio di scrivere poesie terribilmente esatte malgrado il mio surrealismo innato e di lavorare con elementi di ombre interiori".
Nell'intervista curata da una delle sue ultime compagne, Martha Isabel Moia, Alejandra Pizarnik riguardo all'uso di alcune parole particolarmente ricorrenti e rappresentative nei suoi versi, dice: "Credo che nelle mie poesie ci siano parole che ripeto incessantemente, senza tregua, senza pietà: quelle dell'infanzia, quelle delle paure, quelle della morte, quelle della notte, dei corpi".
Circa il legame tra vita e poesia, nella stessa la poetessa cita una sua poesia: "Che non possa io vivere che in estasi, facendo del mio corpo il corpo della poesia, riscattando ogni frase con i miei giorni e le settimane, animando la poesia con il mio respiro a mano a mano che ogni lettera di ogni parola sarà stata sacrificata nelle cerimonie del vivere". Questa unione indissolubile tra vita e poesia, nella prima fase della sua produzione letteraria approfondirà il suo linguaggio nell'esplorazione di sé stessa, nell'ultima fase la renderà "prigioniera" del suo personaggio pubblico di poeta maledetta, e l'incapacità a dominare le parole esaspererà così la sua depressione.

## Opere
- (ES)  La tierra más ajena, 1955
- (ES)  La última inocencia, 1956
- (ES)  Las aventuras perdidas, 1958
- (ES)  Árbol de Diana, 1962
- (ES)  Los trabajos y las noches, 1965
- (ES)  Extracción de la piedra de locura, 1968
- (ES)  Poseídos entre lilas, 1969
- (ES)  El infierno musical, 1971
- (ES)  La condesa sangrienta, 1971
- (ES)  Los pequeños cantos, 1971
- (ES)  Una noche en el desierto, 1978

### Pubblicazioni postume
- (ES)  Entrevistas, 1978
- (ES)  Zona prohibida, 1982
- (ES)  Poemas, 1982
- (ES)  Textos de Sombra y últimos poemas, 1982
- (ES)  Correspondencia Pizarnik, 1998
- (ES)  Obras completas, 2000
- (ES)  Poesía completa, 2000
- (ES)  Prosa completa, 2000
- (ES)  Diarios, 2003

### Opere tradotte in italiano
- La figlia dell'insonnia, a cura di Claudio Cinti, Milano, Crocetti, 2003, ISBN 9788883061264; nuove ed. 2015 (ISBN 9788883063497), 2020 (ISBN 9788883062926)
- La contessa sanguinaria, a cura di Francesca Lazzarato, Roma, Playground, 2005, ISBN 9788889113134
- Poesia completa, a cura di Ana Becciu, trad. di Roberta Buffi, Faloppio, LietoColle, 2018, ISBN 9788893820684
- L'altra voce. Lettere 1955–1972, a cura di Andrea Franzoni e Fabio Orecchini, Macerata, Giometti & Antonello, 2019, ISBN 9788898820238
- Il ponte sognato. Diari. Vol. 1: 1954-1960, a cura di Ana Becciu, trad. di Roberta Truscia, La Noce d'Oro, 2023, ISBN 9791280726094

## Premi
- 1965 – Premio Fondo Nacional de las Artes, con Los trabajos y las noches